# Abgarowiczowie herbu Abgarowicz
Abgarowiczowie herbu Abgarowicz – polska rodzina szlachecka pochodzenia ormiańskiego.
Protoplastą rodu był Abgar-Sołtan, kupiec żyjący około 1730. Jego synami byli Krzysztof i Zachariasz. Potomkowie pierwszego z nich przyjęli nazwisko Abgarowicz, a drugiego Zachariaszewicz.
W 1811 do księgi szlachty galicyjskiej zapisali się bracia Abgarowiczowie – Grzegorz, doktor medycyny, Wincenty i Józef.
W 1855 Józef Abgarowicz był właścicielem Monasterek, a Jan i Teodor – Łuk w Galicji.

## Znani członkowie rodu
- Kajetan Abgarowicz (1856-1909) – pisarz, dziennikarz